# Вейдер, Джон
Джон Вейдер (англ. John Weider; род 21 апреля 1947, Лондон, Англия) — британский рок-музыкант, гитарист, бас-гитарист и скрипач. Наиболее известен как участник группы Family с 1969 по 1971 годы.

## Биография
В подростковом возрасте Вейдер играл вместе со Стивом Марриоттом в группе «Steve Marriott and the Moments». Позже он заменил Мика Грина в качестве ведущего гитариста в группе «Johnny Kidd and The Pirates».
В 1966 году, фронтмен The Animals Эрик Бёрдон, набрал новый состав взамен оригинальной группе (также известна под названиями Eric Burdon and the New Animals, или просто Eric Burdon and the Animals) и пригласил Вейдера в качестве гитариста. Первый альбом нового коллектива Winds of Change вышел в 1967 году. На этом релизе группа отошла от своего традиционного блюзового звучания и метнулась в сторону психоделического рока. Вейдер оставался в составе группы вплоть до 1968 года, записав с ней ещё такие альбомы как The Twain Shall Meet, Every One of Us и Love Is. Последний был уже выдержан в духе психоделического соула. После ухода басиста Дэнни Маккалоха, Вейдер и ритм-гитарист Энди Саммерс поочерёдно на исполняли концертах обязанности бас-гитариста.
В 1969 году Вейдер играл в малоизвестной калифорнийской группе «Stonehedge», но когда Рик Греч внезапно покинул «Family» во время первого неудачного концертного тура по США группе немедленно потребовался новый басист. Таким образом Вейдер заменил Греча в «Family». Как и Греч, Вейдер отвечал за партии бас-гитары и скрипки и во многих песнях группы аранжировки скрипки.
Вейдер присоединился к группе на середине тура, который преждевременно закончился из-за проблем с визой вокалиста Роджера Чепмена. Сингл «No Mule’s Fool» стал первым синглом, написанным «Family» в стиле кантри-рок с Вейдером в составе группы. С «Family» Вейдер записал два альбома, которые вышли в 1970 году: A Song for Me и Anyway.
Летом 1971 года, Джон покинул группу. Он вошёл в состав группы «Stud», где также играл гитарист/басист Джим Креган, который в 1972 году был бас-гитаристом последнего состава «Family». В коллективе Вейдер был мультиинструменталистом; играл на гитаре, бас-гитаре, на клавишных и на скрипке. После распада «Stud» Вейдер какое-то время работал сессионным музыкантом, а в 1976 году выпустил свой дебютный сольный альбом. В конце 1970-х годов играл с группой «Moonrider» и с Китом Уэстом. В поздних сольных релизах музыканта больше преобладает нью-эйдж, нежели чем фолк, рок или кантри.
В 1979 году, он появился в качестве приглашённого музыканта в альбоме группы Gullivers, «Ridin' the Wind».

## Сольная дискография
- John Weider (1976)
- Intervals In Sunlight (1987)
- Essence (1989)
- Ancients Weep (1990)